# Chipolata

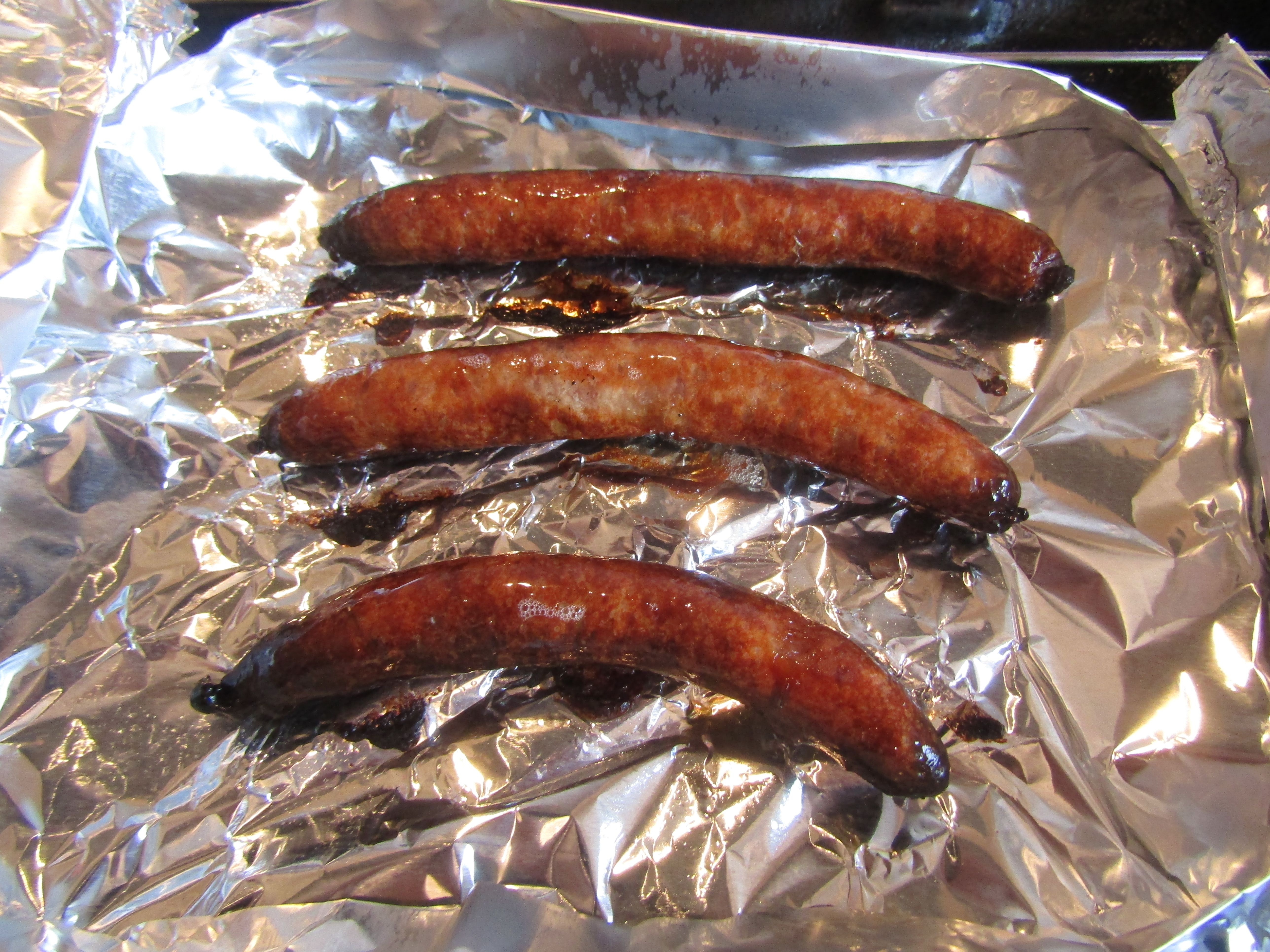
Gegarte Chipolatas

Chipolata ist eine kleine mittelgrobe Wurst mit einem Durchmesser von ca. zwei Zentimetern und sechs Zentimeter Länge und in Schafssaitling gefüllt; sie wird entweder gebraten, poeliert oder gegrillt serviert. In Frankreich sind Chipolatas aus reinem Schweinefleisch. In Großbritannien bezeichnet der Volksmund mit dem Begriff Chipolatas auch andere Miniaturversionen von Würstchen wie etwa die Cocktailwürstchen. Chipolatas werden manchmal als Garnierung für andere Gerichte verwendet.

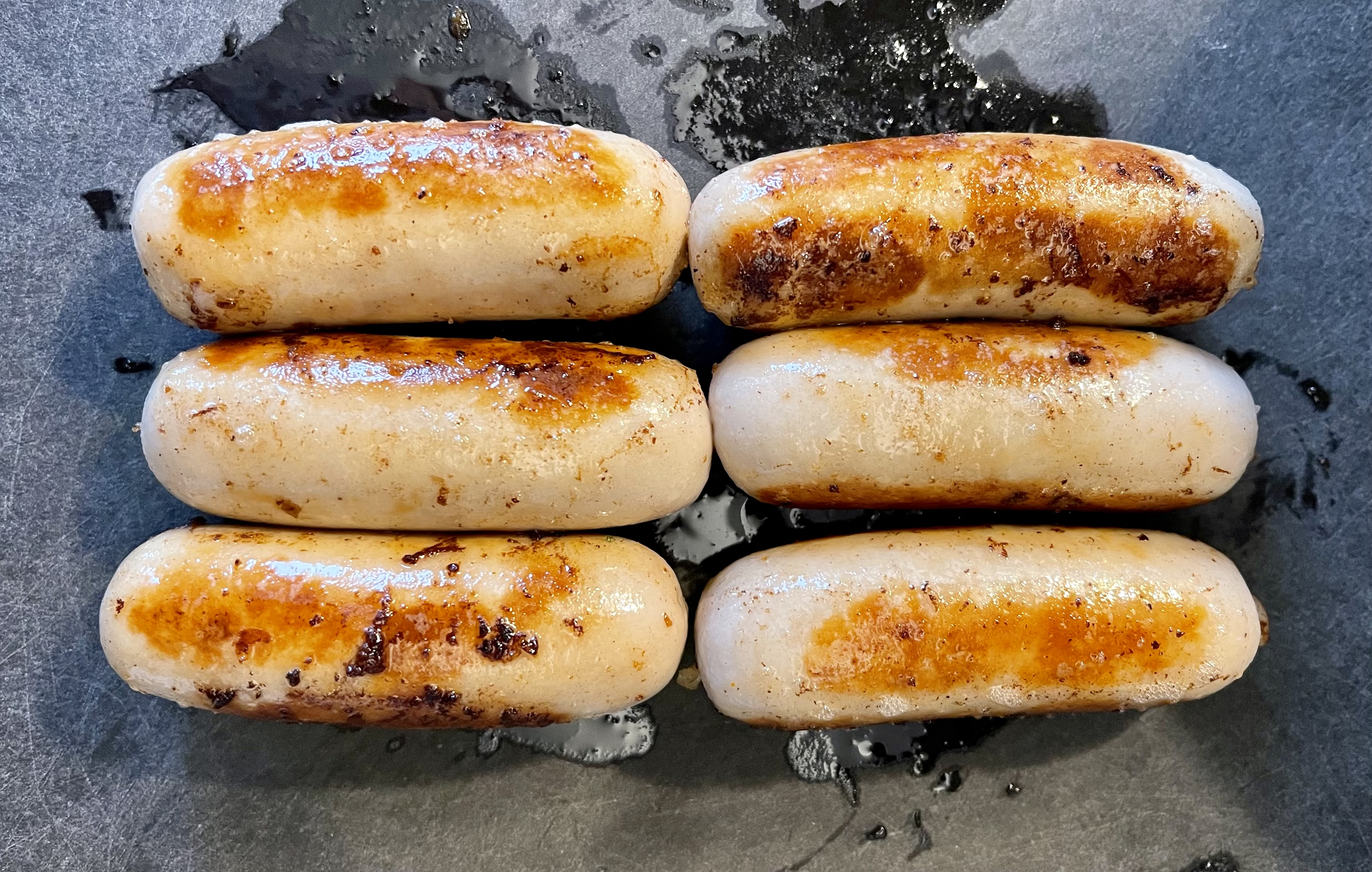
In der Schweiz sind Cipollata kleine Würstchen, die Kalbs- und Schweinefleisch sowie Milch enthalten.

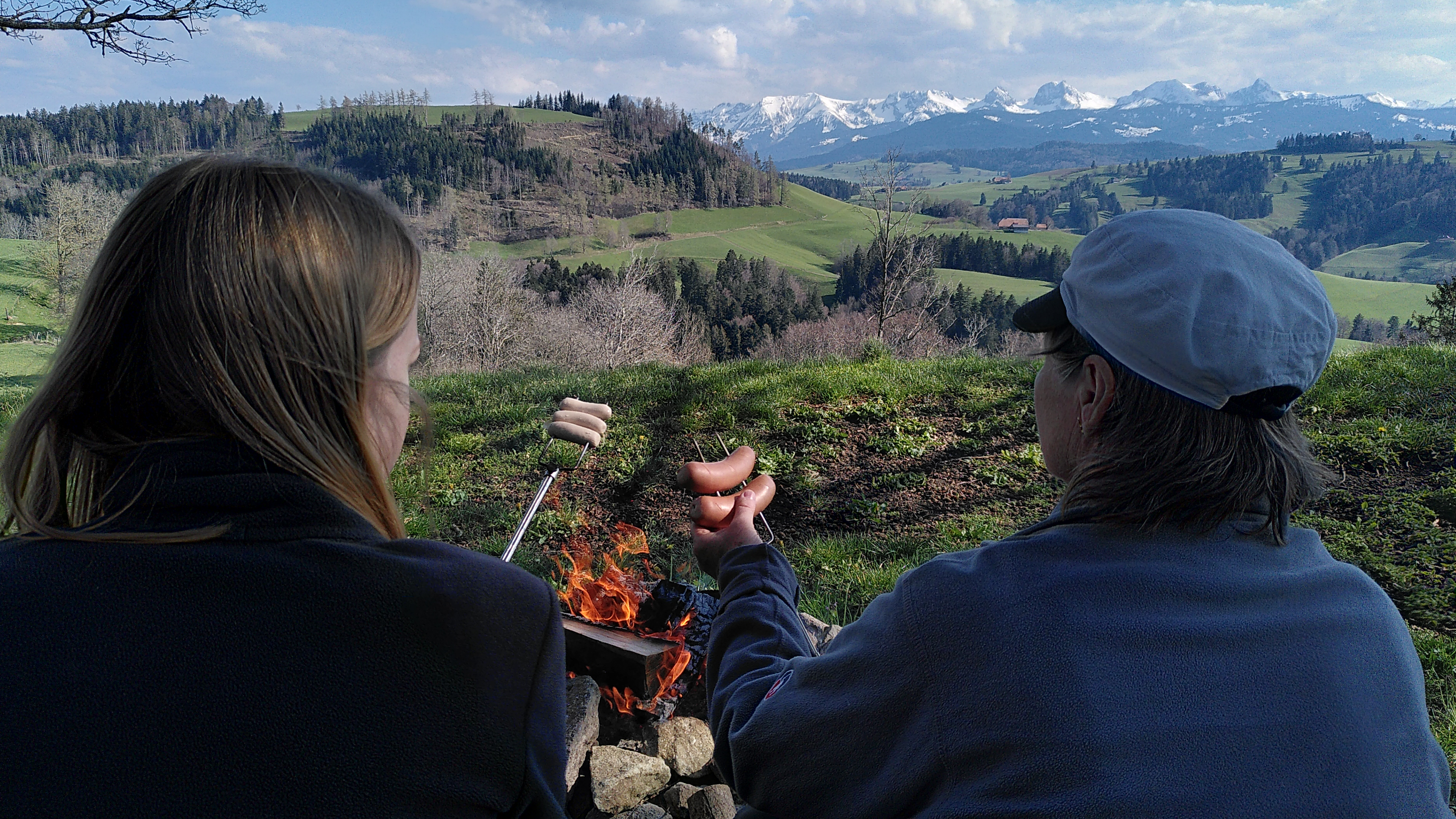
Zwei in der Schweiz übliche Würste, Cipollata (links) und Cervelat, werden über dem Feuer gebraten.

Der Name leitet sich von italienisch cipollata ab (in Italien bedeutet es etwas, das Zwiebeln als Zutat enthält, von cipolla: Zwiebel). Würste, die außerhalb Italiens als Chipolatas bezeichnet werden, enthalten jedoch keine Zwiebeln. Als Erklärung der Wortherkunft wird vermutet, dass das italienische Gericht mit Zwiebeln (Cipollata genannt) oft oder zumindest manchmal Würste einer besonderen Art enthielt, und dass Nicht-Italiener, insbesondere die Franzosen, glaubten, dass es diese Würste waren, die den Namen trugen. Durch ihre Größe sind sie häufig Bestandteil eines Grillspiesses. Ebenso werden sie manchmal bei einem Zürcher Ratsherrentopf gereicht.
In der Schweiz enthalten Cipollata in der Regel Schweinefleisch und Kalbfleisch und Milch. Sie werden gebraten und sind besonders bei Kindern beliebt. Sie schmecken und sehen aus wie eine Miniatur-Version der St. Galler Bratwurst.